# Tour de Limousin 2012
La 45ª edición del Tour de Limousin se disputó entre el 14 al 17 de agosto de 2012.
Estuvo inscrita en el UCI Europe Tour 2011-2012, dentro de la categoría 2.HC (máxima categoría de estos circuitos).
Tomaron parte en la carrera 16 equipos: 3 de categoría UCI ProTour (Vacansoleil-DCM Pro Cycling Team, FDJ-Big Mat y Ag2r La Mondiale); 9 de categoría Profesional Continental (Team Europcar, Saur-Sojasun, Cofidis, le Crédit en Ligne, Bretagne-Schuller, Accent Jobs-Willems Veranda's, Landbouwkrediet-Euphony, Team Type 1-Sanofi, Farnese Vini-Selle Italia y RusVelo); y los 4 francés de categoría Continental (Auber 93, Roubaix-Lille Métropole, Véranda Rideau-Super U y La Pomme Marseille). Formando así un pelotón de 103 ciclistas, con entre 6 (RusVelo) y 8 corredores cada equipo, de los que acabaron 53.
El ganador final fue Yukiya Arashiro. Le acompañaron en el podio Jérémy Roy y Fabien Schmidt (quien además se hizo con la clasificación de los jóvenes), respectivamente.
El las otras clasificaciones secundarias se impusieron Gilles Devillers (montaña), Freddy Bichot (puntos) y FDJ-Big Mat (equipos).

## Etapas
| Etapa    | Fecha        | Recorrido                      | km  | Ganador             | Líder               |
| -------- | ------------ | ------------------------------ | --- | ------------------- | ------------------- |
| 1ª etapa | 14 de agosto | Limoges-La Souterraine         | 162 | Jure Kocjan         | Jure Kocjan         |
| 2ª etapa | 15 de agosto | Oradour-sur-Glane-Saint-Junien | 186 | Evaldas Šiškevicius | Evaldas Šiškevicius |
| 3ª etapa | 16 de agosto | Jumilhac-le-Grand-Trélissac    | 189 | Jure Kocjan         | Jure Kocjan         |
| 4ª etapa | 17 de agosto | Varetz-Limoges                 | 174 | Jérémy Roy          | Yukiya Arashiro     |

## Clasificaciones finales

### Clasificación general
| Posición | Ciclista            | Equipo                      | Tiempo           |
| -------- | ------------------- | --------------------------- | ---------------- |
|          | Yukiya Arashiro     | Europcar                    | 16 h 48 min 30 s |
| 2        | Jérémy Roy          | FDJ-Big Mat                 | m.t.             |
| 3        | Fabien Schmidt      | Roubaix-Lille Métropole     | a 2 s            |
| 4        | Mathieu Perget      | Ag2r La Mondiale            | a 6 s            |
| 5        | Stefan Denifl       | Vacansoleil-DCM             | a 7 s            |
| 6        | Anthony Geslin      | FDJ-Big Mat                 | m.t.             |
| 7        | Steven Tronet       | Auber 93                    | a 9 s            |
| 8        | Jérémie Galland     | Saur-Sojasun                | a 13 s           |
| 9        | Aleksejs Saramotins | Cofidis, le Crédit en Ligne | a 15 s           |
| 10       | Guillaum Faucon     | Auber 93                    | a 17 s           |

### Clasificación de la montaña
| Posición | Ciclista           | Equipo                    | Puntos |
| -------- | ------------------ | ------------------------- | ------ |
|          | Gilles Devillers   | Landbouwkrediet-Euphony   | 21     |
| 2        | Stefano Borchi     | Farnese Vini-Selle Italia | 20     |
| 3        | Dimitri Champion   | Bretagne-Schuller         | 10     |
| 4        | Thomas Vaubourzeix | La Pomme Marseille        | 10     |
| 5        | Mirko Selvaggi     | Vacansoleil-DCM           | 6      |

### Clasificación por puntos
| Posición | Ciclista            | Equipo                  | Puntos |
| -------- | ------------------- | ----------------------- | ------ |
|          | Freddy Bichot       | Véranda Rideau-Super U  | 11     |
| 2        | Thomas Vaubourzeix  | La Pomme Marseille      | 8      |
| 3        | Evaldas Siskevicius | La Pomme Marseille      | 6      |
| 4        | Fabien Schmidt      | Roubaix-Lille Métropole | 5      |
| 5        | Steve Houanard      | Ag2r La Mondiale        | 5      |

### Clasificación de los jóvenes
| Posición | Ciclista         | Equipo                  | Puntos         |
| -------- | ---------------- | ----------------------- | -------------- |
|          | Fabien Schmidt   | Roubaix-Lille Métropole | 16h 48min 32 s |
| 2        | Stefan Denifl    | Vacansoleil-DCM         | a 5 s          |
| 3        | Loic Desriac     | Roubaix-Lille Métropole | a 1 min 22 s   |
| 4        | Clément Koretzky | La Pomme Marseille      | a 2 min 34 s   |
| 5        | Grégoire Tarride | La Pomme Marseille      | a 2 min 39 s   |

### Clasificación por equipos
| Posición | Equipo           | Tiempo           |
| -------- | ---------------- | ---------------- |
|          | FDJ-Big Mat      | 50 h 28 min 15 s |
| 2        | Auber 93         | a 36 s           |
| 3        | Ag2r La Mondiale | a 3 min 51 s     |
| 4        | Type 1-Sanofi    | a 5 min 10 s     |
| 5        | Vacansoleil-DCM  | a 6 min 28 s     |